# Praia da Fome
A praia da Fome é uma praia brasileira localizada em Ilhabela, São Paulo. Essa praia é conhecida na região por uma antiga casa habitada por escravos na época do Brasil colonial.[carece de fontes?]
Fica entre a Praia Jabaquara e Praia do Poço, a Praia da Fome é famosa por ser ideal para a prática de mergulho. Tem acesso por trilha, onde encontram-se duas cachoeiras ou pelo mar.